# Фрезулфе
Фрезулфе (порт. Fresulfe; МФА: [fɾɨ.ˈzuɫ.fɨ]) — парафія в Португалії, у муніципалітеті Віняйш. Розташована в північно-східній частині країни, на теренах історичної португальської провінції Трансмонтана. Входить до складу округу Браганса. За адміністративним поділом, чинним до 1976 року, терени парафії були складовою провінції Трансмонтана і Верхнє Дору. Належить до Брагансько-Мірандської діоцезії Католицької церкви. Патрон — святий Стефан. Площа — 18,4697 км². Населення — 83 ос. (2011). Слабо урбанізований регіон. Густота населення — 4,49 осіб/км²
. Код — 041209.

## Населення
| Кількість мешканців | Кількість мешканців | Кількість мешканців | Кількість мешканців | Кількість мешканців | Кількість мешканців | Кількість мешканців | Кількість мешканців | Кількість мешканців | Кількість мешканців | Кількість мешканців | Кількість мешканців | Кількість мешканців | Кількість мешканців | Кількість мешканців |
| ------------------- | ------------------- | ------------------- | ------------------- | ------------------- | ------------------- | ------------------- | ------------------- | ------------------- | ------------------- | ------------------- | ------------------- | ------------------- | ------------------- | ------------------- |
| 1864                | 1878                | 1890                | 1900                | 1911                | 1920                | 1930                | 1940                | 1950                | 1960                | 1970                | 1981                | 1991                | 2001                | 2011                |
| 333                 | 316                 | 380                 | 351                 | 326                 | 338                 | 336                 | 376                 | 367                 | 390                 | 231                 | 189                 | 151                 | 100                 | 83                  |